# Canyon du Sil
Le canyon du Sil (en galicien : Canón do Sil) est une gorge creusée par la rivière Sil, en Galice, près de la confluence de cette dernière avec le Minho dans la région de la Ribeira Sacra (es). Cette zone naturelle comprend les municipalités Nogueira de Ramuín, Pantón, Parada de Sil et Sober, avec une superficie de 5 961,49 hectares.
Le canyon, qui est répertorié comme site d'importance communautaire, peut se visiter en bateau pour  en apprécier le paysage de ses gorges profondes de plus de 500 mètres en certains points, et avec des pentes supérieures à 50 degrés, parfois presque verticales. Sur les pentes du canyon se trouvent des vignobles de l'appellation d'origine Ribeira Sacra qui descendent jusqu'au Sil.
Le canyon est coupé par plusieurs barrages qui fournissent de l'eau et l'électricité à une grande partie de la population de Galice et des environs.

## Source de la traduction
- (es) Cet article est partiellement ou en totalité issu de l’article de Wikipédia en espagnol intitulé « Cañón del Sil » (voir la liste des auteurs).